# Lăng Atilii

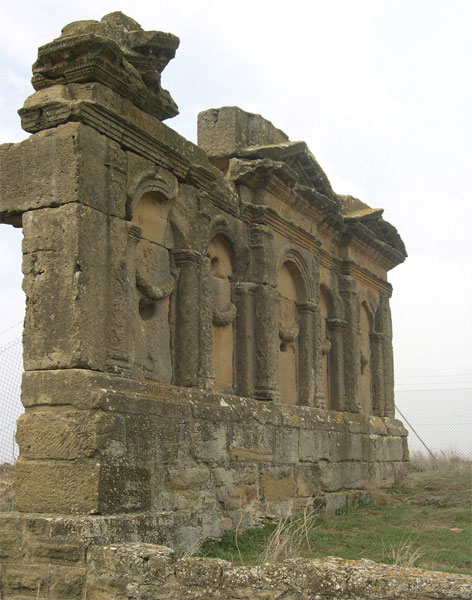
Lăng Atilii.

Lăng Atilii (tiếng Tây Ban Nha: Mausoleo de los Atilios hay El altar de los moros, nghĩa là "Bàn thờ của Moor") là một lăng Roma có niên đại từ thế kỷ thứ 2, 3, nằm ở vùng đô thị Sádaba, Aragon, phía tây Tây Ban Nha.
Lăng có khắc dòng chữ:

C(aio) ATILIO L(ucii) F(ilio), QVIRINA (tribu) GENIALI /
ATILIA FESTA AVO(lo)
L(ucio) ATILIO C(aii) F(ilio) QVIRINA (tribu) FESTO
ATILIA FESTA PATRI OPTIMO
ATILIA L(ucii) F(ilia) FESTA ET SIBI
SE VIVA FECIT